# Mohammed IV de Marruecos
Mohámmed IV (en árabe: محمد الرابع‎) o Muhammad bin Abd al-Rahman (en árabe: محمد بن عبد الرحمن‎) fue el sultán de Marruecos entre 1859 y 1873 como miembro de la dinastía alauí. Fue proclamado sultán tras la muerte de su padre, Abd al-Rahman. Su reinado marcó una serie de reformas para abordar la influencia europea en Marruecos, ya que la Argelia otomana acababa de ser conquistada por Francia en 1830, lo que llevó a las naciones europeas a entrar en conflictos militares con Marruecos, como la batalla de Isly con Francia en 1844 y la batalla de Tetuán con España en 1860. Le sucedió su hijo Hassan I.

## Biografía

### Comandante militar
Durante el reinado de su padre, la vecina Argelia otomana fue invadida por Francia en 1830, y Muhammad comandó el ejército marroquí que fue derrotado por los franceses en la batalla de Isly en agosto de 1844 durante la guerra franco-marroquí.
Después de la derrota, con el permiso de su padre, Mawlay Muhammad utilizó su calidad de jefe del ejército para lanzar una serie de importantes reformas militares en 1845. A diferencia del Imperio otomano y Egipto, donde antiguos cuerpos como los jenízaros y los mamelucos tuvieron que ser aplastados para poder Para despejar el camino, en Marruecos las unidades centrales del ejército de gish y na'iba se dejaron intactas cuando se crearon los primeros tabors, o unidades de batallón de los 'askar nizami, en 1845. Había una nomenclatura totalmente nueva para los rangos y organización, a menudo proporcionada por manuales militares otomanos y egipcios. Los hombres vestían uniformes de estilo europeo y portaban rifles de chispa fabricados en Inglaterra. Las nuevas unidades eran infantería, a diferencia de la antigua caballería montada, lo que permitió a los marroquíes replicar las tácticas que habían producido la potencia de fuego concentrada que los franceses habían desplegado en Isly. El primer adversario contra el que se desplegaron en la década de 1840 fue el héroe de la resistencia popular Abd al-Kader, perseguido por auxiliares marroquíes en todo el oeste de Argelia. Este uso del 'askar nizami contra el héroe nativo apagó el entusiasmo popular por el nuevo ejército y, con el paso del tiempo, muchos soldados desertaron. Invitó a un grupo de oficiales del Túnez otomano que habían servido en el ejército otomano a formar y entrenar el primer regimiento de estilo europeo, los Askari, como complemento a los guardias de palacio habituales ('abid) y las tropas tribales (ghish y nu'). aib). Mohámmed IV instaló la madraza de al-Muhandiseen, una escuela de ingeniería militar en Fez, supervisada por el renegado conde francés Joseph de Saulty (un oficial de artillería de Argel, de Saulty desertó después de un enredo amoroso y se convirtió, tomando el nombre de Abd al-Rahman al-Ali). Mohámmed IV contrató escritores para traducir varios libros de texto europeos sobre ingeniería y ciencia. Participó personalmente en la traducción de las obras de científicos como Legendre, Newton y Lalande. También llegó a acuerdos con Gibraltar británico y Egipto para recibir contingentes regulares de soldados marroquíes para entrenamiento de artillería.

## Reinado

### Primeros años
El nuevo sultán difícilmente parecía un modernizador con sus amplias túnicas blancas y su melena de cabello negro y rizado, pero en realidad estaba inmerso en el lenguaje de la reforma y plenamente consciente de las transformaciones tecnológicas que estaban teniendo lugar en otras partes de la región. Según se informa, había leído detenidamente manuales militares traducidos del turco y los idiomas europeos al árabe, y tenía una viva curiosidad por las innovaciones técnicas.

### Guerra de África
Inmediatamente después de su ascensión al trono en agosto de 1859, Mohámmed IV se enfrentó a su primera prueba, la guerra de África bajo Isabel II de España. Las incursiones de tribus irregulares en los enclaves españoles de Ceuta y Melilla en el noroeste de Marruecos llevaron a España a exigir una ampliación de las fronteras de su enclave alrededor de Ceuta. Cuando Muhammad IV se negó, España declaró la guerra. La marina española bombardeó Tánger, Arcila y Tetuán. Una gran fuerza expedicionaria española desembarcó en Ceuta, que posteriormente derrotó al ejército marroquí en la batalla de Tetuán en febrero de 1860. El tratado de Wad-Ras firmado en abril de 1860 amplió los enclaves, pero lo que es más preocupante impuso un gran pago de indemnización a Marruecos. de 100 millones de francos, veinte veces el presupuesto del gobierno. Las provisiones permitieron a los españoles retener Tetuán hasta que se les pagara. El tratado también cedió el enclave de Sidi Ifni a España.

#### Repercusiones
Después de la decepción de la derrota y la aplastante carga financiera del tratado español, Mahoma IV se fue retirando gradualmente a la pasividad, dedicándose a intereses académicos e intelectuales en matemáticas, geometría, astronomía, poesía y música, y dejando los asuntos políticos en manos de su palacio. esclavo y eficaz visir, Si Moussa.

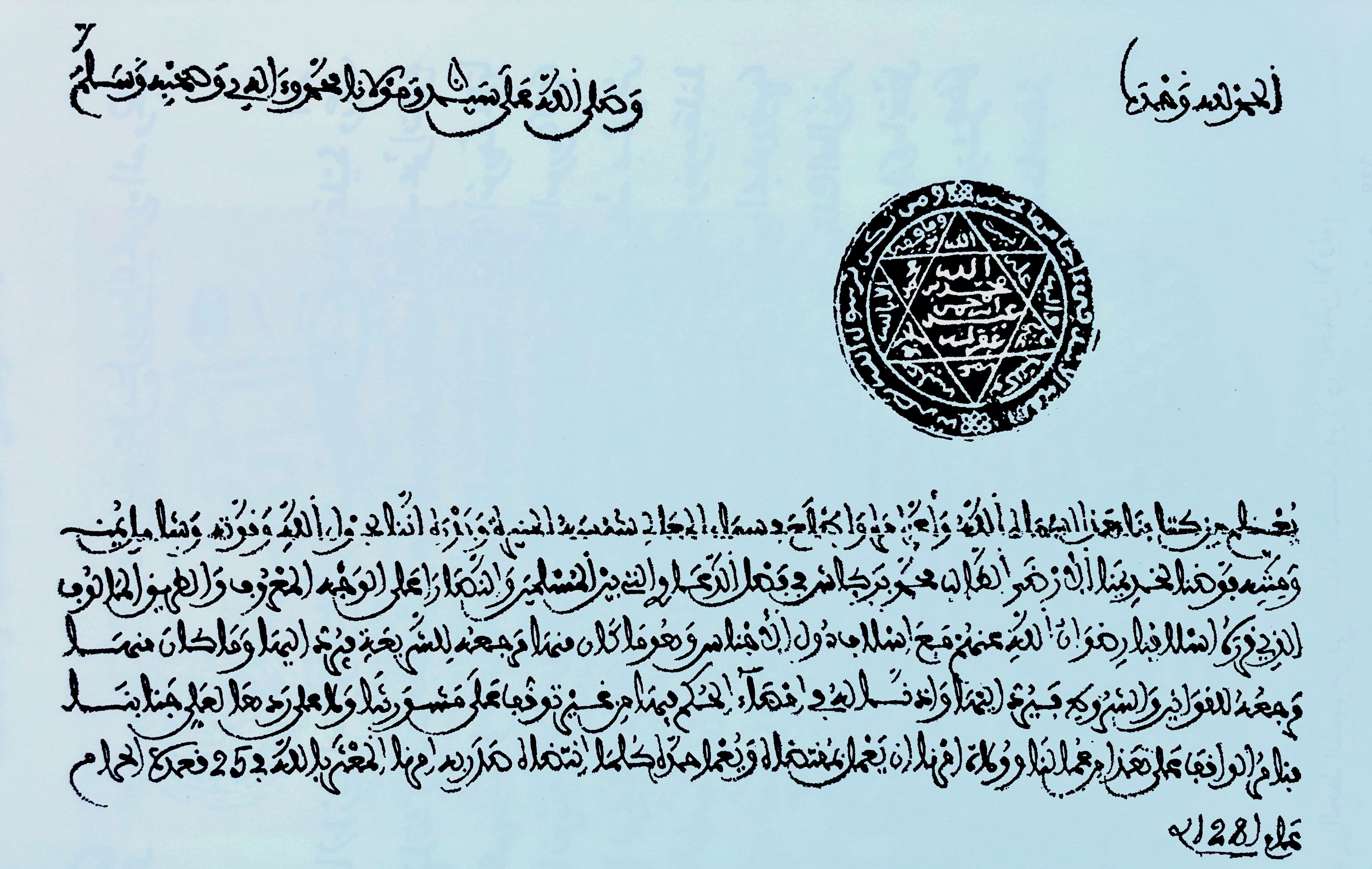
Carta de Mohammed IV fechada el 25 de Dhu ul-Qá'dah de 1281 (20 de abril de 1865).

Como por el tratado de Tánger de 1863 la mitad de los derechos de aduana de todos los puertos marroquíes estaban destinados al pago de la deuda española, el gobierno del sultán alauita (el Majzen) se vio ante una situación financiera crítica y lanzó el proceso de "qaidización". Tradicionalmente, los Majzen tenían un acuerdo con las tribus rurales semiautónomas, por el cual los líderes tribales aceptaban entregar una parte de los impuestos que recaudaban y suministrar miembros de la tribu al ejército del sultán en tiempos de guerra, pero por lo demás se les dejaba administrar sus propios asuntos. Las nuevas dificultades financieras derivadas de la invasión colonial llevaron al Makhzen a exigir exigencias cada vez mayores en tropas e impuestos a las tribus. Cuando las tribus se resistieron y comenzaron a rechazar los impuestos más altos, el sultán decidió eludir a los líderes tribales elegidos, negándose a ratificar sus credenciales, y en su lugar nombró qaids de su propia elección, imponiéndolos a las tribus. Los qaids rara vez pertenecían al mismo linaje tribal que las tribus que gobernaban, sino que eran hombres ambiciosos, elegidos principalmente por su despiadada capacidad para aplastar la rebelión y obligar a las tribus a rendirse. Inicialmente diseñado como un movimiento centralizador, esto finalmente resultó contraproducente, ya que los qaids, una vez atrincherados en sus feudos tribales, demostraron ser aún más ingobernables de lo que nunca habían sido los amghars. Durante el reinado de Mohámmed IV, Marruecos comenzó esencialmente a precipitarse hacia el feudalismo, un proceso que se aceleró durante el reinado de su sucesor, Hassan I.

### Reforma

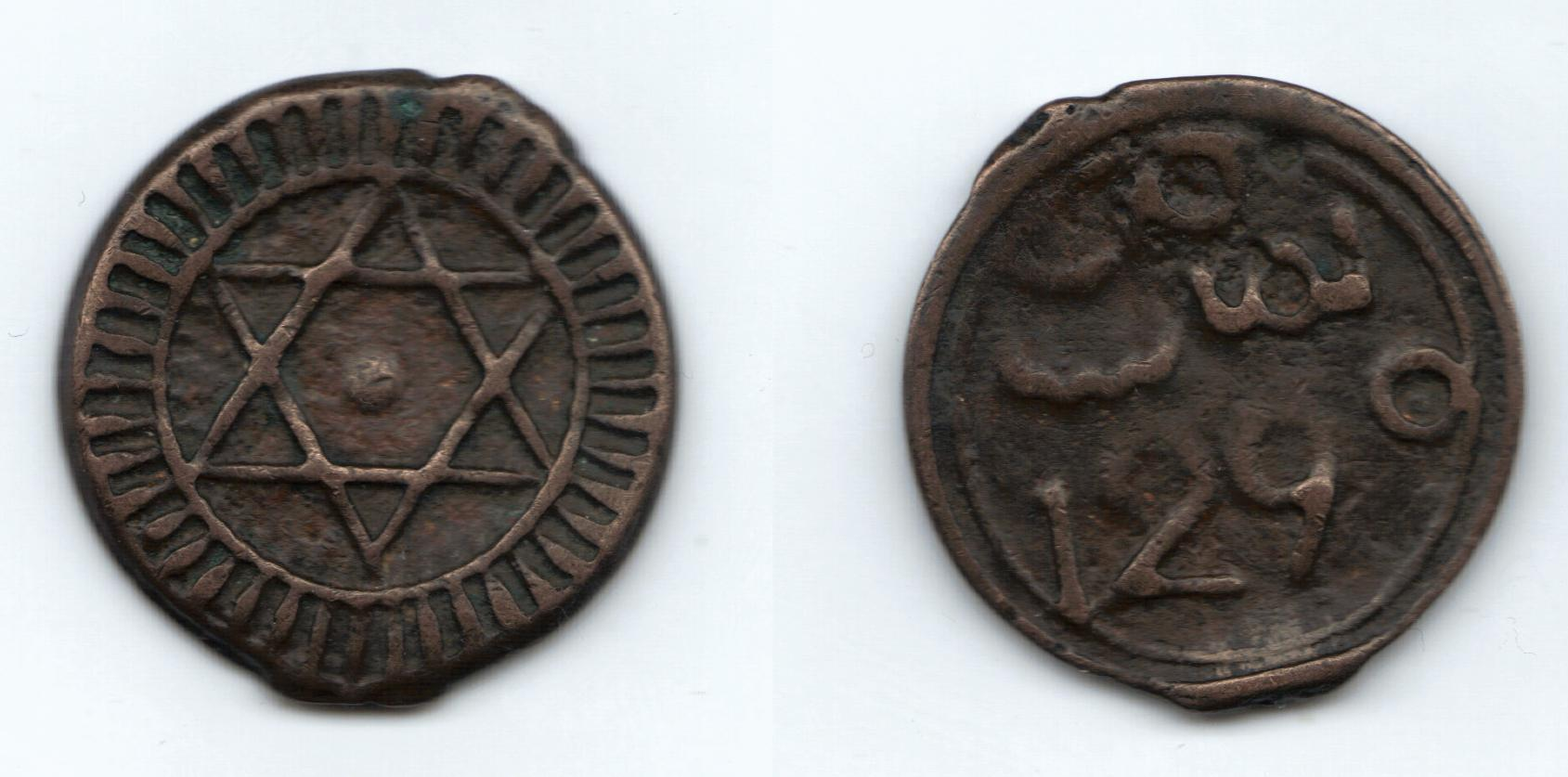
Una moneda de cuatro falus, con fecha de 1873, fabricadas mediante fundición por Mohámmed IV.

Tras las derrotas militares en Isly y Tetuán, se introdujo un nuevo ejército marroquí, 'Askar Nizami. Se creó una infantería bien equipada, junto con una artillería moderna. En 1863 se construyó una máquina de vapor en el palacio de Marrakech y en 1865 se introdujo en Marruecos la primera imprenta patrocinada por el Estado. En 1868, se imprimieron más de tres mil libros, en su mayoría instrucciones religiosas, en la imprenta litográfica de Fez. Posteriormente, Muhammad IV reconstituyó el 'Askar Nizami, quien equipó al ejército con armas modernas suministradas por una fábrica de municiones en Marrakech. Se construyó una escuela de entrenamiento militar en Dar al-Makhzen en Fez, y buscó instructores militares musulmanes de Argel y Túnez para entrenar al nuevo ejército, en lugar de europeos. Las reformas de Muhammad IV encontraron una oposición mínima por parte de los Ulama.

## Muerte
El 11 de septiembre de 1873, Mahoma IV se ahogó durante una actividad de navegación en una de las cuencas de agua de los Jardines Agdal en Marrakech. Fue enterrado en el mausoleo de Moulay Ali Cherif (cerca de la actual Rissani) en Tafilálet.